# أليكس كابريرا
أليكس كابريرا (بالإسبانية: Álex Cabrera)‏ هو لاعب كرة قاعدة مكسيكي، ولد في 24 ديسمبر 1971 في كاريبيتو في فنزويلا.

## وصلات خارجية
- أليكس كابريرا على موقع دوري كرة القاعدة الرئيسي (الإنجليزية)
- أليكس كابريرا على موقع الدوري الياباني لكرة القاعدة (الإنجليزية)
- أليكس كابريرا على موقعبيزبول رفرنس.كوم (الدوري الرئيسي) (الإنجليزية)
- أليكس كابريرا على موقعبيزبول رفرنس.كوم (الدوري الثانوي) (الإنجليزية)
- أليكس كابريرا على موقع مشجعي الرسوم البيانية (الإنجليزية)
- أليكس كابريرا على موقع الموسوعة البريطانية (الإنجليزية)